# 白沙罗市中心站
白沙罗市中心站位於吉隆坡白沙罗西部疏散大道的马洛夫路交通枢纽之上（出口2315D），是巴生谷加影线的其中一个高架捷运车站，主要服务白沙罗市中心、白沙罗高原及孟沙等白沙罗一带的居民。本站属于双加捷运第一阶段线路，于2016年12月16日开始运营。

## 车站结构
此站设计类似其他标准架空车站，一共有两个楼层和地面层，设有两个出口，分别位于道路的两侧。
白沙罗市中心站還會在站名前加入「柏威年白沙罗高原广场」（Pavilion Damansara Heights）商标，以作為命名權計劃的一部分。

## 接驳巴士
加影线车站皆提供接驳巴士服务。本站提供前往白沙罗高原和金地花园若干住宅区和谷中城的服务。本站也提供接驳至吉隆坡中央车站的服务，是吉隆坡城市铁路网唯一拥有此项服务的车站。接驳巴士将停留于入口B的巴士站。
| 路线编号 | 起点                | 终点                                             | 经过                                                      |
| -------- | ------------------- | ------------------------------------------------ | --------------------------------------------------------- |
| T817     | KG13 白沙罗市中心站 | 谷中城南部 KB01 谷中城站                         | 佐哈路 马洛夫路 马洛夫巷 赛布特拉环圈                     |
| T818     | KG13 白沙罗市中心站 | 金地花园 此条路线与前往 KA05 泗岩沫站190路线交汇 | 佐哈路 斯迪亚布迪路 美丹斯迪亚路 武吉加拉道 19/70A路      |
| T819     | KG13 白沙罗市中心站 | KA01 KJ15 KE1 KT1 MR1 吉隆坡中央车站             | 佐哈路 士曼丹路 端姑阿都哈林路 中央车站五路               |
| T820     | KG13 白沙罗市中心站 | 吉隆坡市政局 SP6 市政局站 KA03 国家银行站        | 佐哈路 士曼丹路 端姑阿都哈林路 国会路 敦霹雳路 拉惹劳勿路 |

## 车站周边
- 白沙罗城市广场（Damansara City Mall）
- 孟沙购物中心

## 窃贼闯入轨道事件
2019年1月23日早晨，一名疑似窃贼的男子闯入了白沙罗市中心与菲利欧白沙罗之间的捷运轨道，因安全理由切断了电源，导致捷运服务被迫中断，直到早上10时53分顺利协助辅警逮捕该名男子后捷运服务才恢复正常。